# نگهبان باغ‌وحش (فیلم)
نگهبان باغ‌وحش (به انگلیسی: Zookeeper) فیلمی آمریکایی در ژانر کمدی فانتزی به کارگردانی فرانک کوراکی و نویسندگی کوین جیمز، نیک باکای، راک روبن، جی شریک و دیوید ران است. بازیگران آن کوین جیمز، رزاریو داوسون، لسلی بیب، کن جیونگ، دانی والبرگ، توماس گوتشالک، آدام سندلر، سیلوستر استالونه، شر، جاد اپتاو، جان فاورو، جیم بریور، براندن کینر و جو روگان می‌باشند. اتفاقات این فیلم در ایالت ماساچوست تصویربرداری شده است.